# Vragkaniótika
Vragkaniótika (Vragkaniotika) är en ort i Grekland.   Den ligger i prefekturen Nomós Kerkýras och regionen Joniska öarna, i den västra delen av landet, 400 km väster om huvudstaden Aten. Vragkaniótika ligger 98 meter över havet och antalet invånare är 182. Den ligger på ön Korfu.
Terrängen runt Vragkaniótika är platt söderut, men norrut är den kuperad. Havet är nära Vragkaniótika söderut.Runt Vragkaniótika är det ganska tätbefolkat, med 104 invånare per kvadratkilometer. Närmaste större samhälle är Korfu, 17,2 km norr om Vragkaniótika. I omgivningarna runt Vragkaniótika växer i huvudsak blandskog.